# Wapen van Stolberg
Het wapen van Stolberg is het heraldische symbool van het grafelijk huis Stolberg.

## Het stamwapen

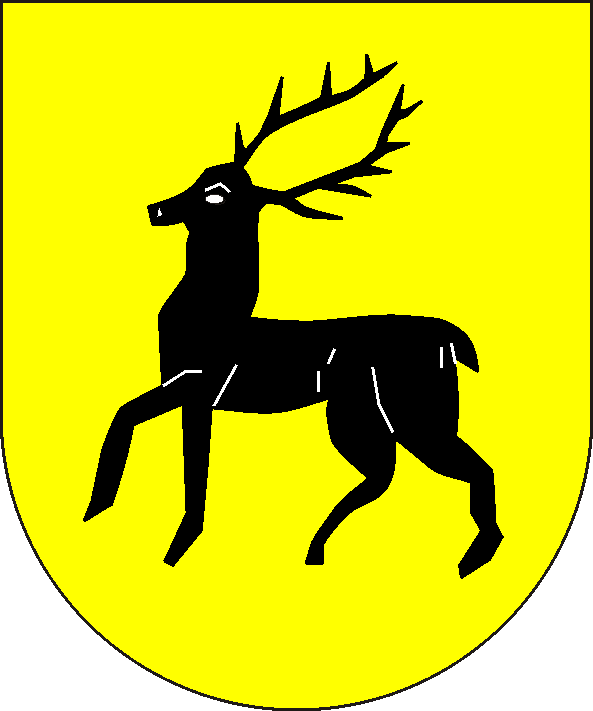
Graafschap Stolberg

Het wapen van Stolberg bestond uit een zwart schrijdend hert op een gouden veld.

## Het wapen van Stolberg en Wernigerode (1429-1548)

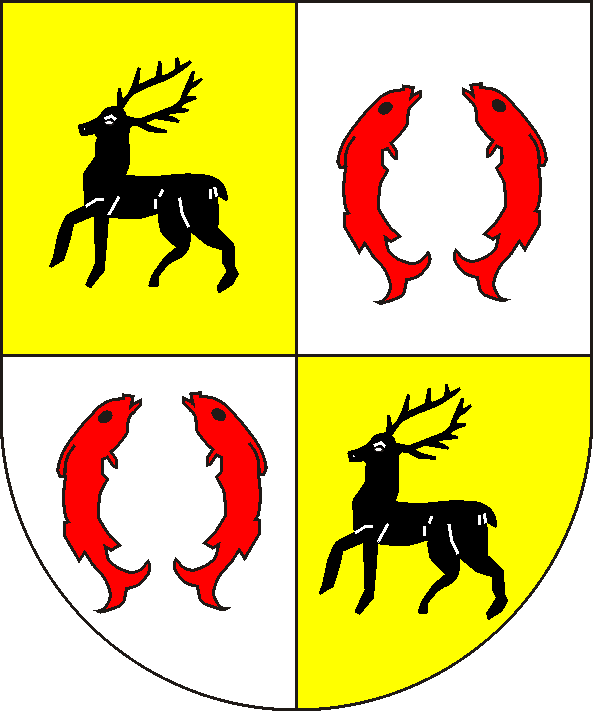
Stolberg en Wernigerode
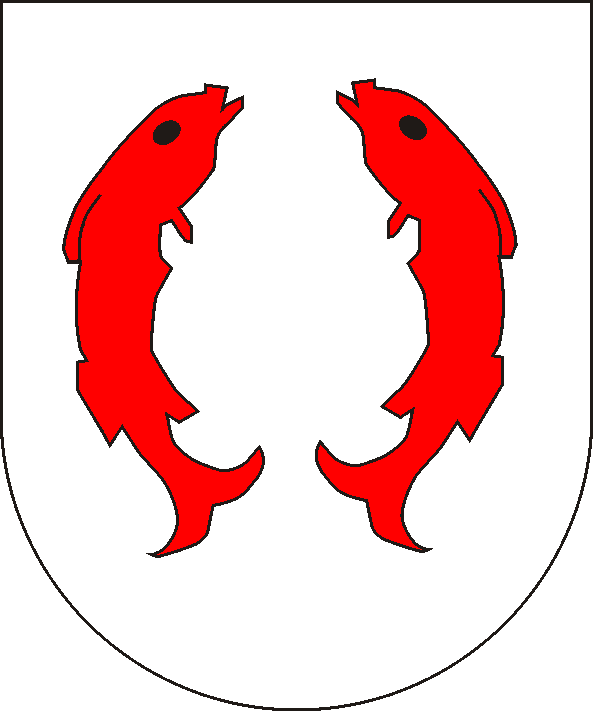
Graafschap Wernigerode

Na het uitsterven van de graven van Wernigerode in 1429 viel het graafschap Wernigerode op grond van een erfverbroedering aan het huis Stolberg.

## Het wapen van Stolberg (1548-1597)

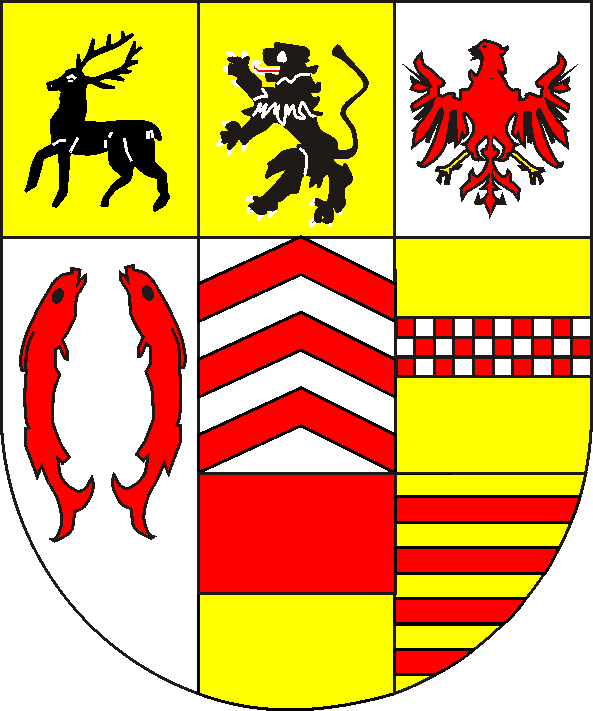
Graafschap Stolberg (1548-1597)
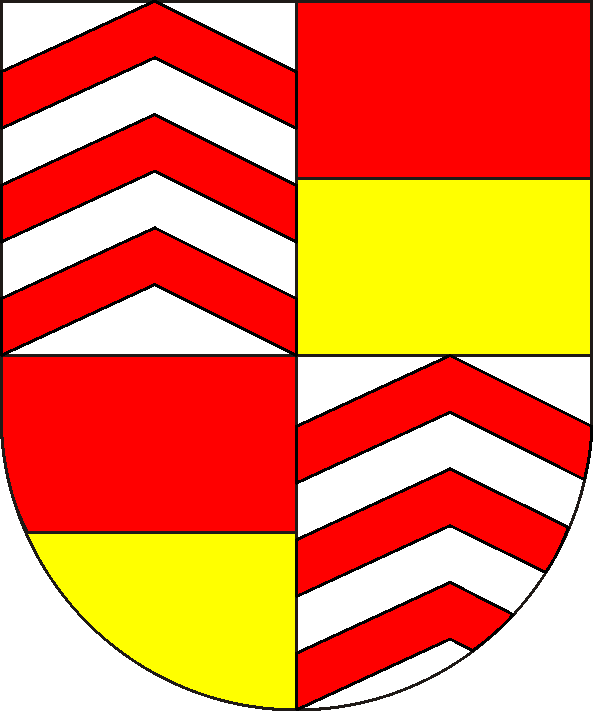
Graaf Eberhard IV van Eppstein
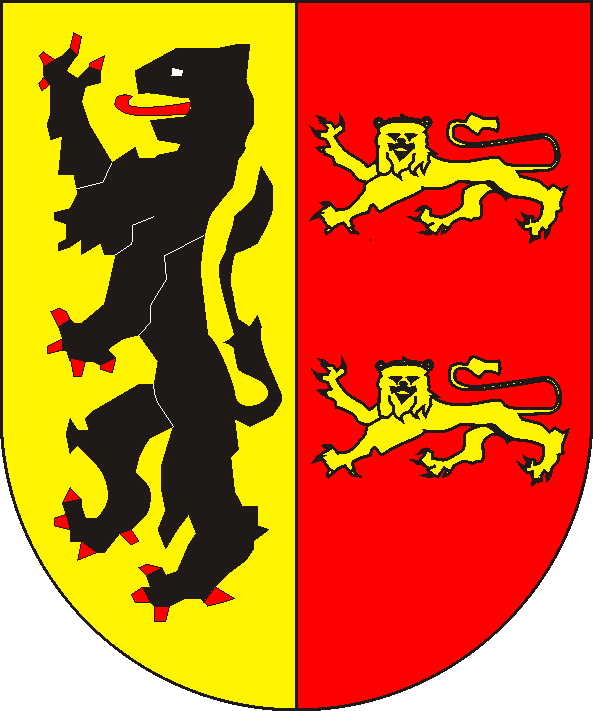
Graaf Eberhard IV van Eppstein
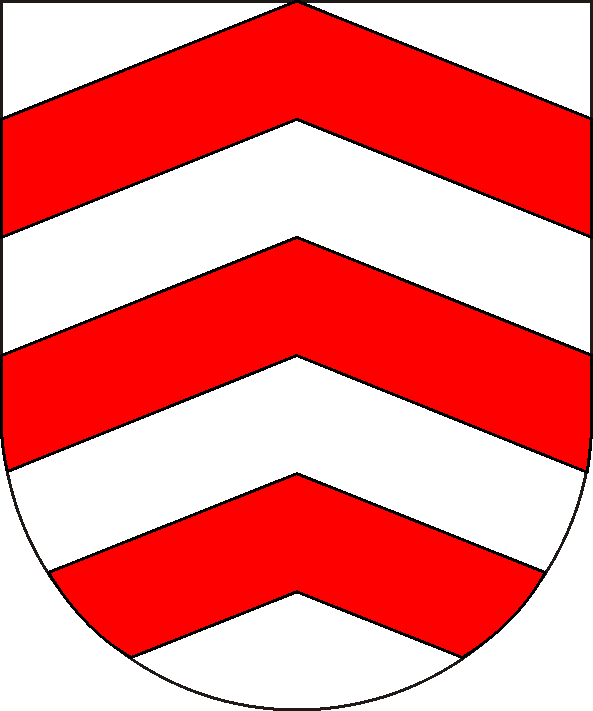
Heerlijkheid Eppstein
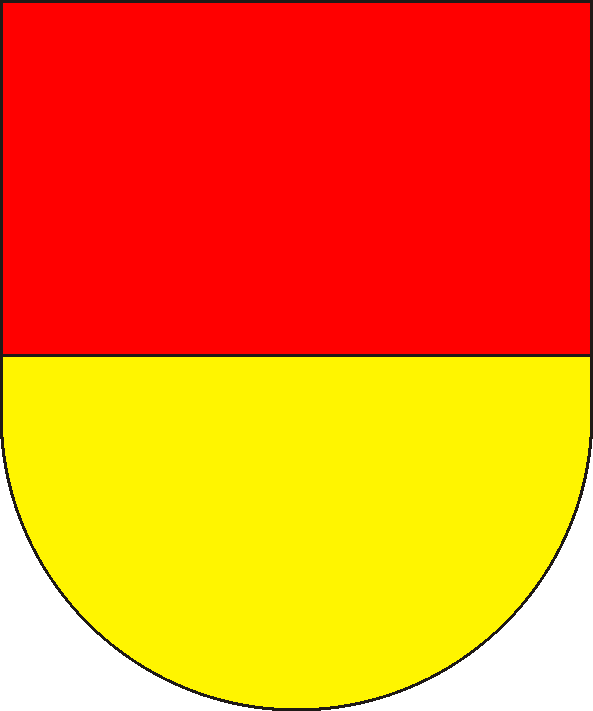
Heerlijkheid Münzenberg
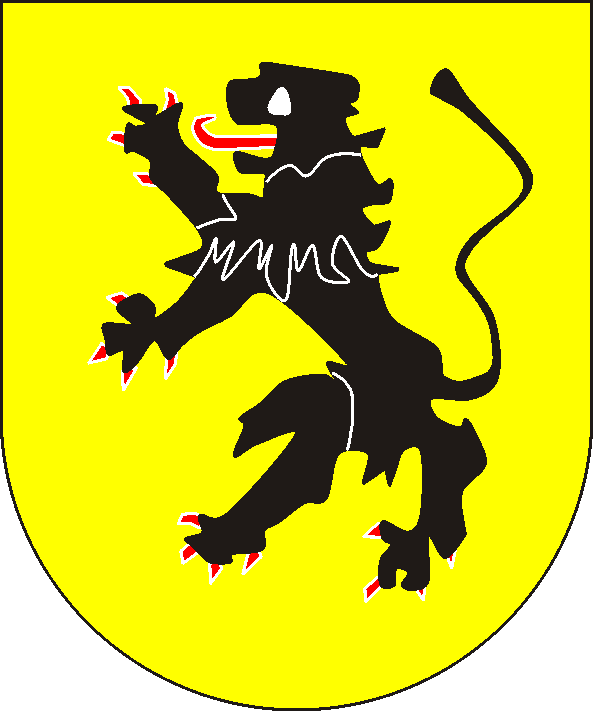
Heerlijkheid Büdingen
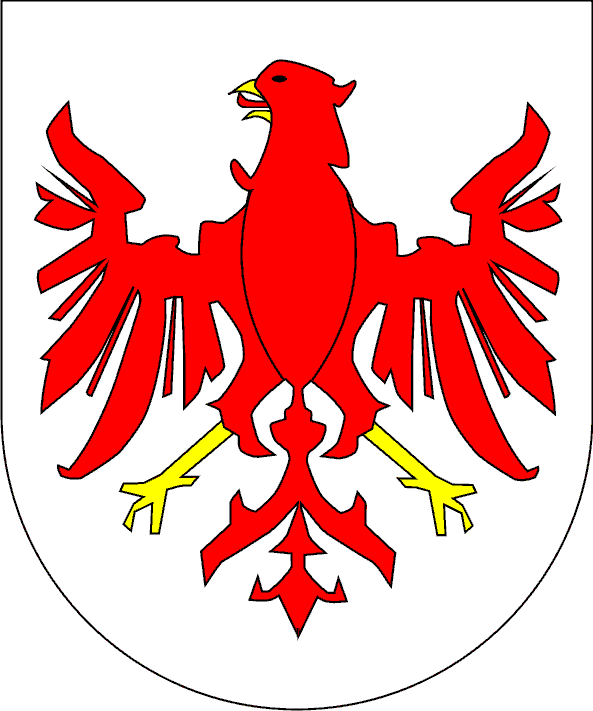
Graafschap Rochefort
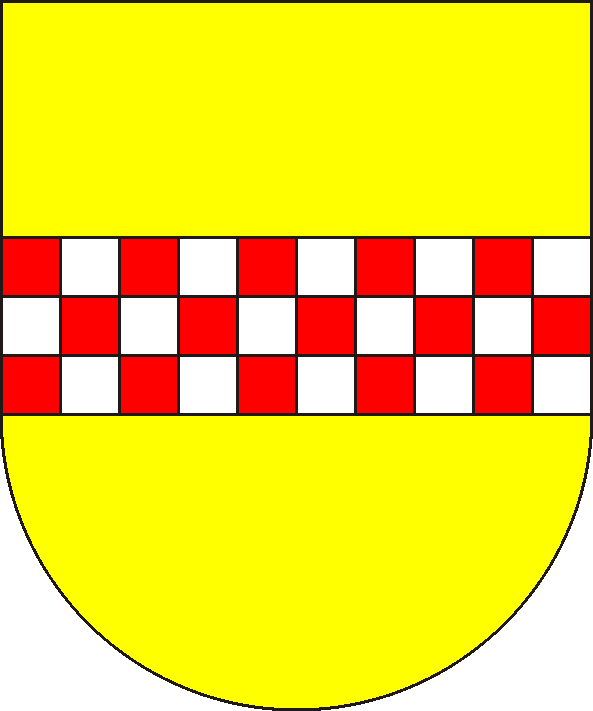
Graafschap Mark
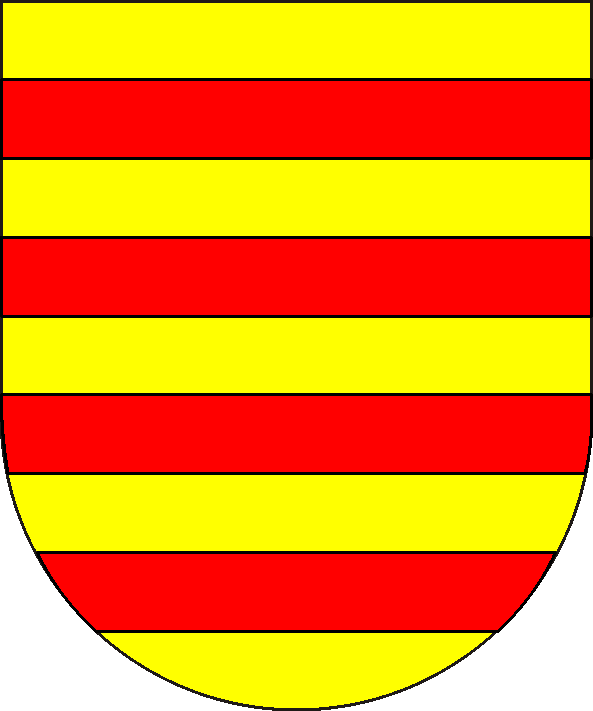
Graafschap Loon

De uitbreiding van het wapen werd veroorzaakt door twee belangrijke erfenissen. Het uitsterven van het huis van de heen van Eppstein met graaf Eberhard IV was aanleiding de wapens van Eppstein, Münzenberg en Büdingen op te nemen. Het lukte voor een groot deel niet om deze gebieden daadwerkelijk in bezit te krijgen. De plaatsen Ortenberg en Gedern, waar zich later zijtakken vestigden vormden de enige winst. De andere erfenis was die van de graven van Mark-Rochefort. Deze dynastie was een zijtak van de graven van Mark. De wapens van Mark, Loon en Rochefort werden opgenomen. Alleen Rochefort kwam werkelijk in handen van de familie Stolberg. Dit gebied was echter niet Reichsunmittelbar.

## Het wapen van Stolberg (na 1597)

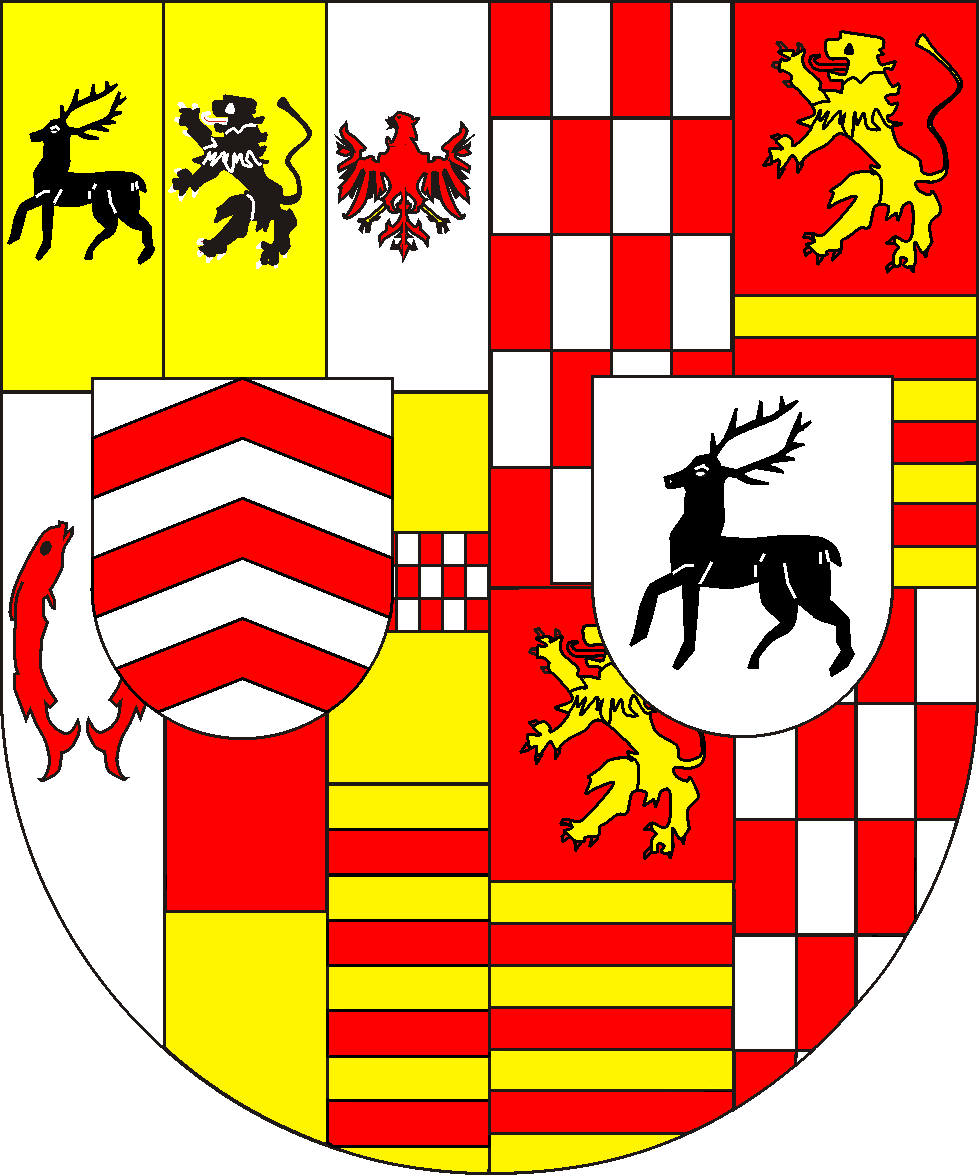
Graafschap Stolberg na 1597
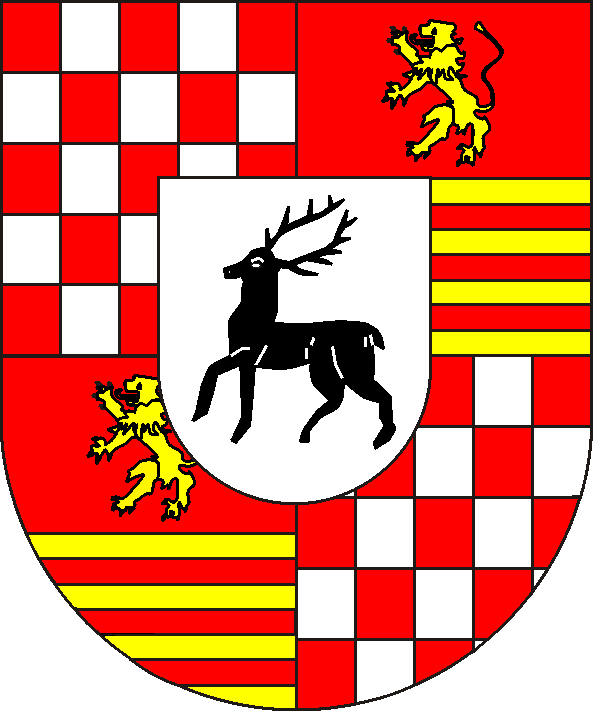
Graven van Hohnstein
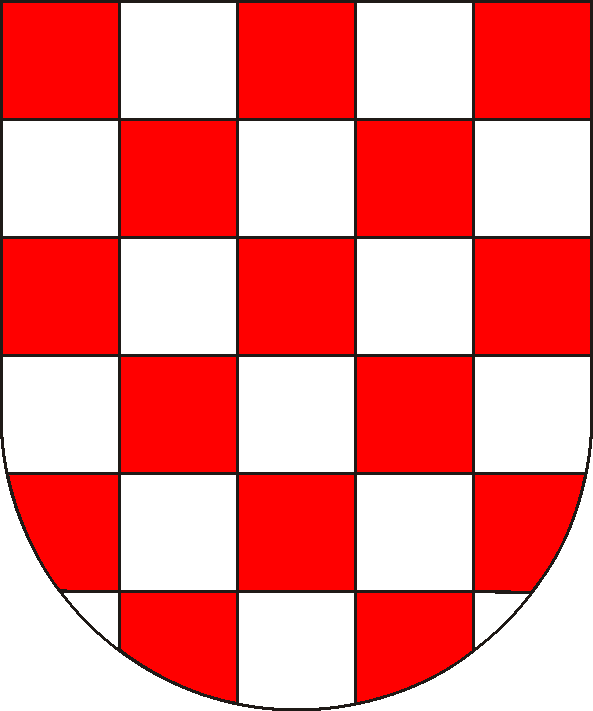
Graafschap Hohnstein
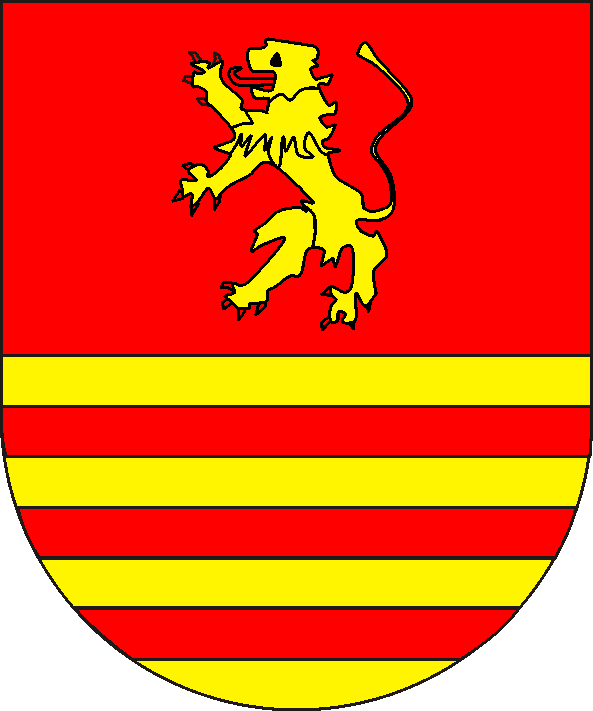
Graafschap Lohra
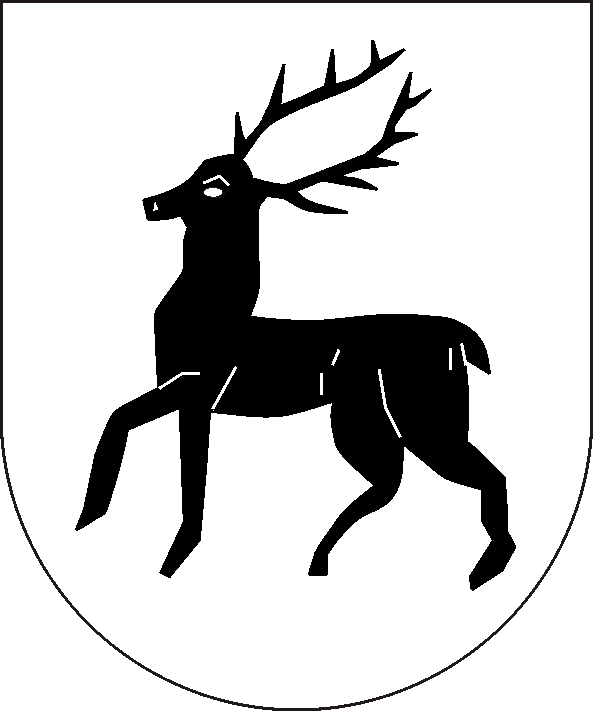
Graafschap Klettenberg

Na het uitsterven van de graven van Hohnstein in 1593 maakten de graven van Stolberg aanspraak op de opvolging. De graven slaagden er niet de graafschappen in handen te krijgen. Het belangrijkste deel ging naar de hertogen van Brunswijk.